# Toma de Inzá en 1965
La Toma guerrillera de Inzá en 1965 fue un ataque perpetrado por la guerrilla de las Fuerzas Armadas Revolucionarias de Colombia (FARC), el 17 de marzo de 1965, en Inzá (Cauca). Sería el primer ataque a un centro poblado o toma guerrillera por parte de las FARC. El ataque dejó 16 muertos.

## Antecedentes
Tras la Operación Soberanía de 1964 en el gobierno de Guillermo León Valencia, la guerrilla comunista denominada como Bloque Sur se reorganiza con Pedro Antonio Marín Manuel Marulanda Vélez o Tirofijo como primer comandante, Ciro Trujillo Castaño Mayor Ciro, como su segundo y Luis Alberto Morante Jacobo Arenas, como ideólogo y enlace con el Partido Comunista.

## Acontecimientos
El 17 de marzo de 1965, Manuel Marulanda Tirofijo y Jacobo Arenas al mando de 140 guerrilleros lideraron la toma guerrillera de Inzá (Cauca). Los guerrilleros combatieron para tomarse el pueblo, emboscaron un bus escalera llamado "El Caleñito" en el que se transportaban presos custodiados por la Policía Nacional, atacaron el puesto de policía y asaltaron la Caja Agraria.Tirofijo y Jacobo Arenas se subieron al atrio de la iglesia de Inzá (Cauca) y dieron un discurso a los pobladores.
Murieron 16 personas, entre las cuales se encontraban el alcalde Eliborio Peña, el tesorero Luis Otalora, las monjas Zulien Arroyave y Blanca Ruiz, tres policías, un guerrillero, y 7 civiles. Además las FARC se robaron 200.000 pesos de la época.

## Consecuencias
Luego del sometimiento por el Ejército Nacional del enclave del Bloque Sur en Riochiquito en septiembre de 1965, las FARC se movilizan para reagruparse en la Región de la Orinoquía y el piedemonte de la cordillera oriental (al sur de Meta y Caquetá).

## Otras acciones
En Inzá (Cauca) se presentaron otras acciones armadas como el 8 de septiembre de 1986 un ataque de la Coordinadora Nacional Guerrillera, liderada por Carlos Pizarro que dejó 2 guerrilleros muertos, posteriormente el 12 de diciembre de 2001 se registró otra toma guerrillera por las FARC-EP. El 7 de diciembre de 2013 se registró un ataque a la estación de la Policía Nacional en Inzá que dejó 8 muertos y 40 heridos.